# Aphis sempervivae
Aphis sempervivae är en insektsart. Aphis sempervivae ingår i släktet Aphis och familjen långrörsbladlöss. Inga underarter finns listade i Catalogue of Life.